# Фонтанела
 Тази статия е за участъците на главата.  За градчето в Северна Италия вижте Фонтанела (Италия).  
Фонтанела или по-скоро фонтанели са меки участъци на главата на бебето, които по време на раждане позволяват на костните плочи на черепа да се огънат, за да може главата на бебето да премине през родилния канал. Втвърдяването на костите на черепа води до затваряне на фонтанелите на възраст от 18 до 24 месеца. Различават се общо 6 фонтанели, като тези места са покрити с мембрана от съединителна тъкан. Най-голямата фонтанела е предната, която е с формата на ромб и се затваря обикновено около 1 година, но понякога чак около двегодишна възраст. Големината ѝ е от 1 до 2 – 3 сантиметра. Малката фонтанела е в областта на тила и има триъгълна форма. Тя се затваря малко след раждането.